# Jean-Baptiste Delafosse
Jean-Baptiste Delafosse est un graveur d'interprétation et de cartographie (eau-forte et burin), également pasteliste, éditeur et marchand d'estampes français né à Paris en 1721, mort à Paris, où il était installé au 10, rue Bonaparte, en 1806.
Une ambiguïté demeure dans le fait que la Bibliothèque nationale de France propose sous son nom deux séries de données, l'une à propos d'un nommé Jean-Baptiste Delafosse (17..-1775), l'autre à propos d'un second (1721-1806). On trouve la première proposition de dates dans le dictionnaire Bénézit, la seconde chez Neil Jeffares qui semble s'être mieux approché des archives familiales, paroissiales ou notariales puisqu'il évoque le mariage de Jean-Baptiste Delafosse avec Marie-Louise-Pacifique Dervin (?-1812) et la naissance de leur fille Marie-Nicole en 1762. La seule vigilance homonymique à laquelle invitent Roger Portalis et Henri Beraldi, qui citent une lettre écrite par Jean-Claude Richard de Saint-Non en 1779 et restituant un Jean-Baptiste Delafosse toujours très actif, concerne Jean-Charles Delafosse (1734-1789), dessinateur et graveur d'ornements mobiliers et architecturaux.

## Biographie
Jean-Baptiste Delafosse est élève d'Étienne Fessard.
Entre les noms de François-Philippe Charpentier et de Jean-Baptiste Le Prince, celui de Jean-Baptiste Delafosse demeure lié, autour de 1765, aux recherches sur le procédé encore nouveau et confidentiel de l'aquatinte, la méthode inédite qu'il expérimente consistant à déposer de la poudre de colophane sur une plaque de cuivre chauffée pour favoriser l'adhésion du colophane. Delafosse grave ensuite la plaque dans l'acide afin de créer une surface rugueuse qui capture l'encre et fournit les zones tonales à l'impression.
Jean-Baptiste Delafosse est en 1771 l'inventeur des crayons de mine de plomb gradués : ainsi que l'explique François Courboin, « il substitue au graphite naturel qu'on tirait alors d'Angleterre la mine de plomb broyée et présentant différents degrés de dureté ; ses crayons, soumis à l'examen de l'Académie royale de peinture et de sculpture, obtinrent une approbation flatteuse, après un rapport particulièrement favorable d'Augustin Pajou, Jean-Jacques Bachelier, Jean-Baptiste Le Prince et Charles-Nicolas Cochin ».
Bruno Neveu voit dans le Voyage pittoresque ou description des royaumes de Naples et de Sicile de l'abbé de Saint-Nom, édité par Jean-Baptiste Delafosse à partir de 1781 et pour lequel l'abbé a acquis auprès de notre artiste une formation de graveur, « la plus ambitieuse, la plus réussie du reste, de ces tentatives pour décrire, à l'usage des gens du monde mais avec une rigoureuse fidélité, les paysages et les monuments de ce Sud inépuisable ». L'ouvrage, dédié à la Reine Marie-Antoinette, « a réuni les talents d'écrivains et d'artistes comme l'abbé de Saint-Non, Vivant Denon, Jean-Honoré Fragonard, Louis-Jean Desprez, Augustin de Saint-Aubin, en un mot le XVIIIe siècle le plus vivace ». Les cinq volumes, parus chez Jean-Baptiste Delafosse de 1781 à 1786, constituent « une réussite presque parfaite de typographie et de gravure, non seulement par les eaux-fortes des planches, mais par les bandeaux, fleurons, culs-de-lampe du texte, pour la plupart gravés par Saint-Nom lui-même ».

## Œuvre

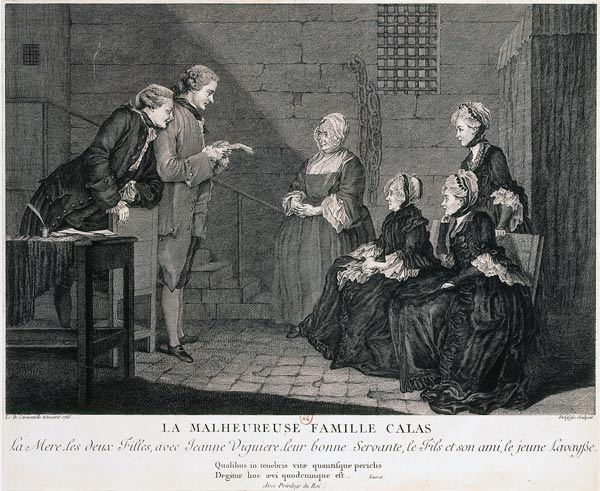
Jean-Baptiste Delafosse, La malheureuse famille Calas, d'après Carmontelle, 1765

### Pastels
- Portrait de Marie-Nicole Delafosse, fille de l'artiste (collection Jean Bonna)[7].
- Jeune écolier.

### Artistes interprétés
- Carmontelle, L'abbé Henri Philippe de Chauvelin (légende de la gravure : "Non sibi, sed patriæ natus"), 1762 ; L'abbé Jean-François Du Resnel du Bellay ; Louise-Magdeleine Lany ; Louis-Philippe, duc d'Orléans[8] ; Jean-Baptiste Brizard, pensionnaire du Roi[9] ; Jean-Baptiste Durey de Bourneville-Mesnières (légende de la gravure : Silentio gaudet)[10] ; Gaspar-François de Fontenay[10] ; Claude Guillaume Lambert (légende de la gravure : "Vir et civis")[10] ; Monsieur de Bourneville, officier aux gardes, fils de Monsieur de Mesnières ; La malheureuse famille Calas (« Le jeune Gaubert Lavaysse, ami du fils Calas qui s'appuie sur lui avec une affectueuse sympathie, lit à la mère, aux deux filles et à leur servante l'acte de réhabilitation qui constate l'innocence de Calas, obtenue grâce aux écrits de Voltaire »)[3], 1765 ; Leopold Mozart, père de Marianne Mozart, virtuose âgée de onze ans, et de Wolfgang Amadeus Mozart, compositeur et maître de musique âgé de sept ans[11], Vue des tentes turques au parc Monceau.
- Charles Eisen, Statue de Louis XV.
- Philibert-Benoît de La Rue, Croates, infanterie[12], Arquebusiers de Grassin, infanterie.

Trois gravures d'après Carmontelle (« portraits généralement de profil et d'une ressemblance très fidèle ») :

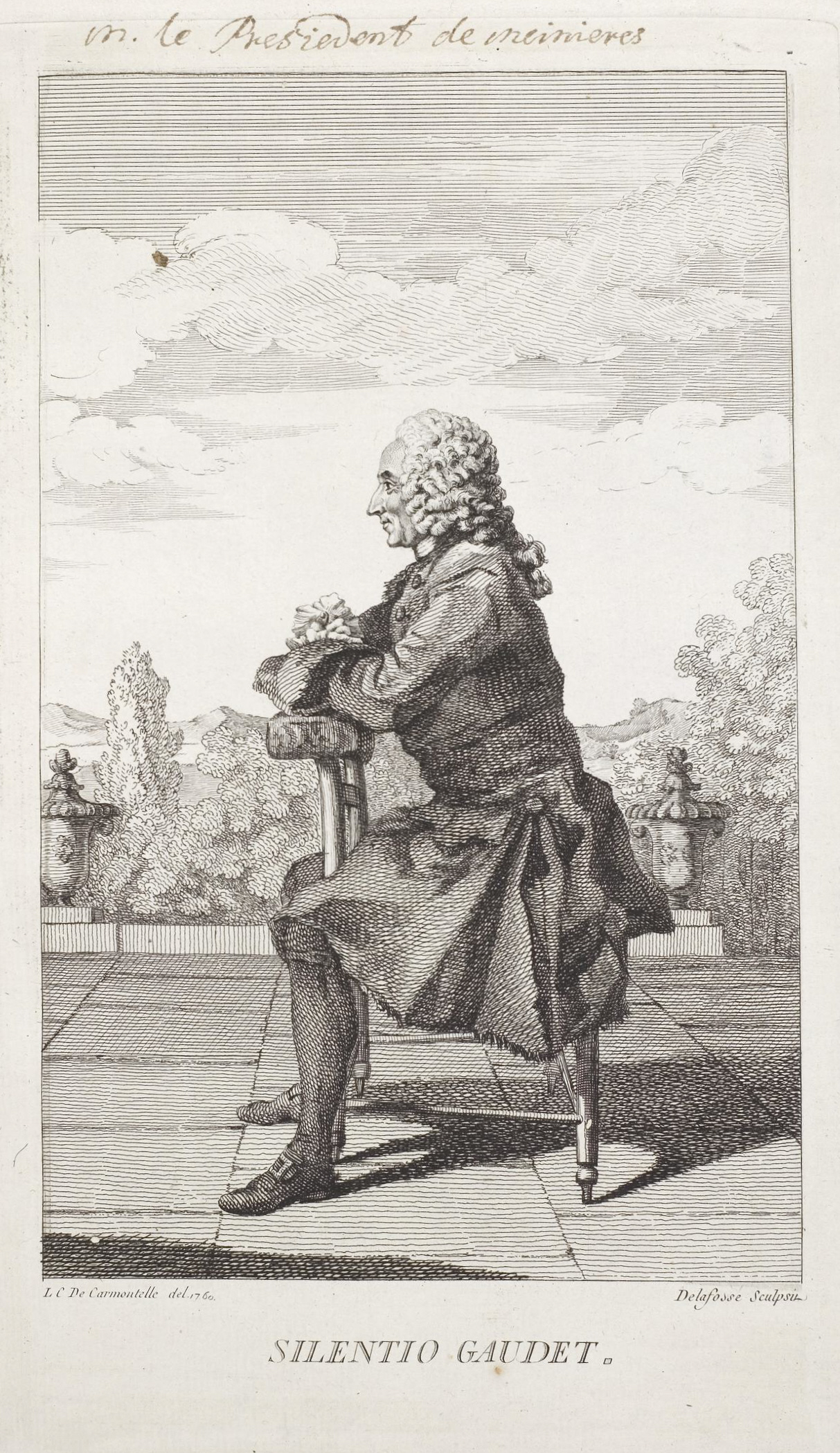
Jean-Baptiste Durey de Bourneville-Mesnières
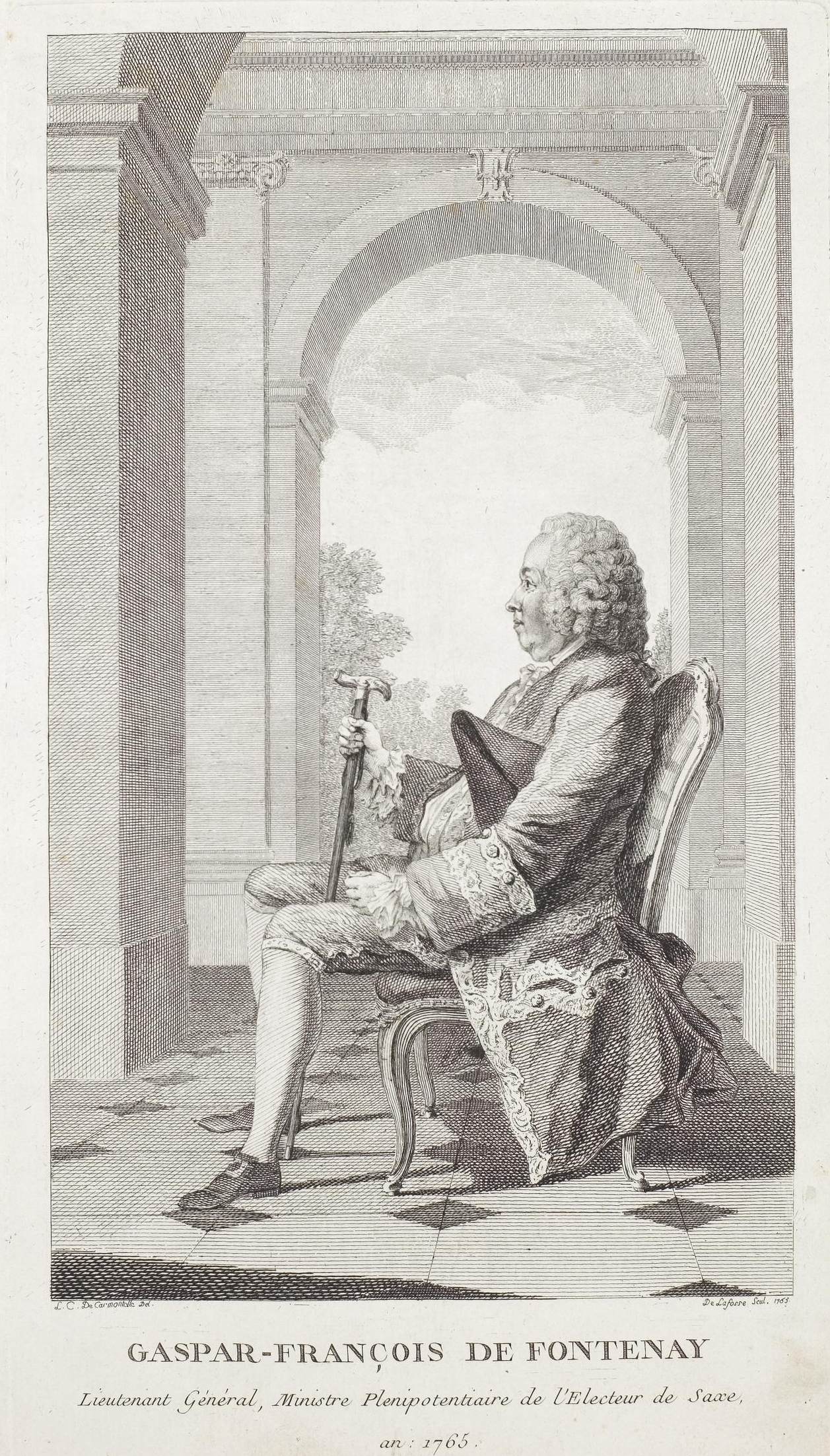
Gaspar-François de Fontenay
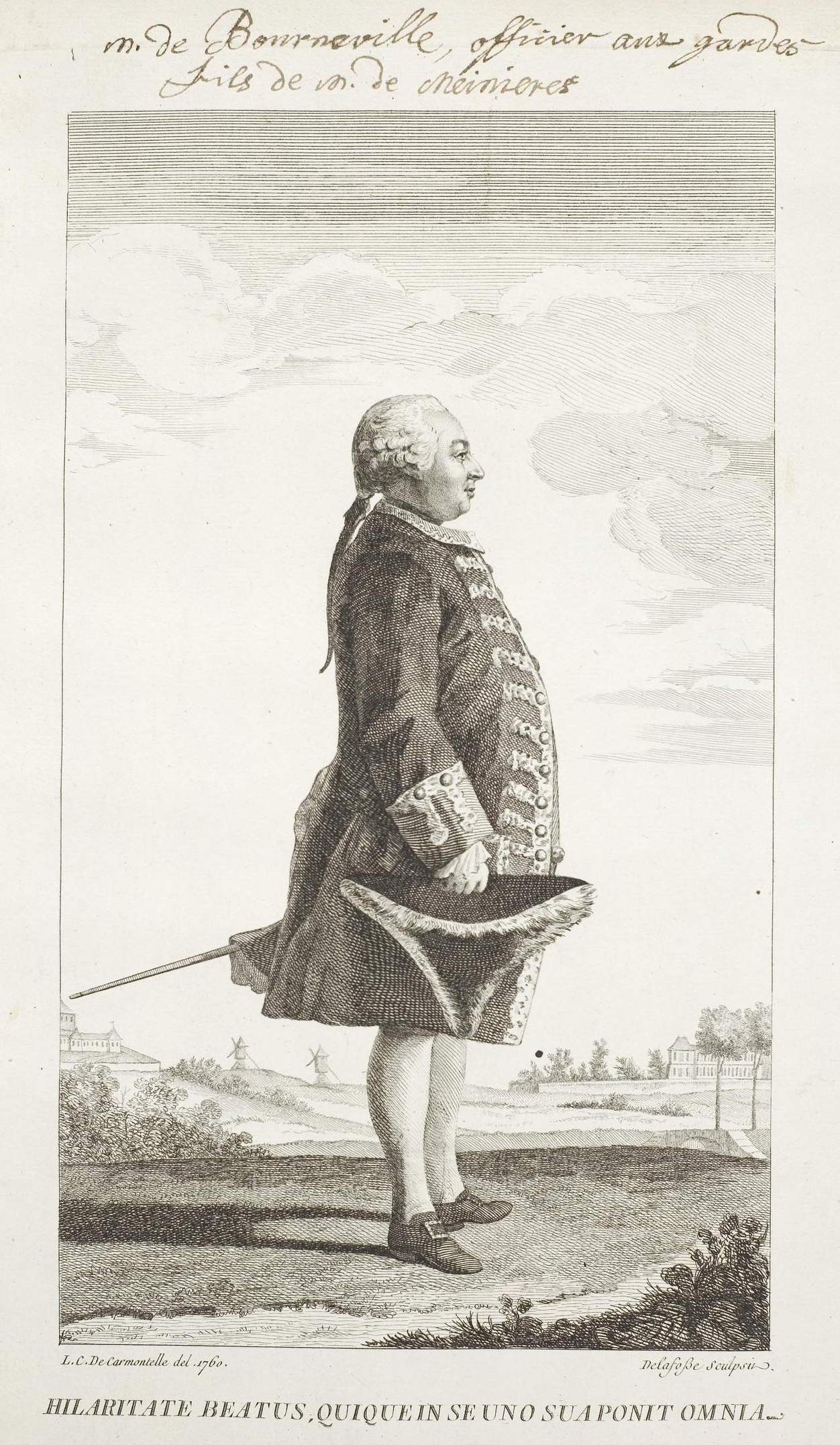
Monsieur de Bourneville, officier aux gardes

### Contributions bibliophiliques

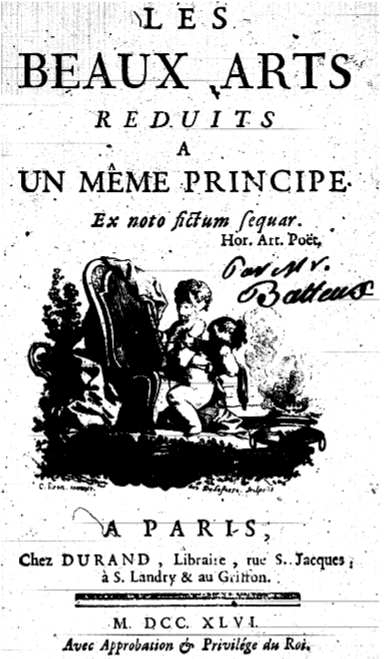
Les beaux-arts réduits à un même principe, 1746

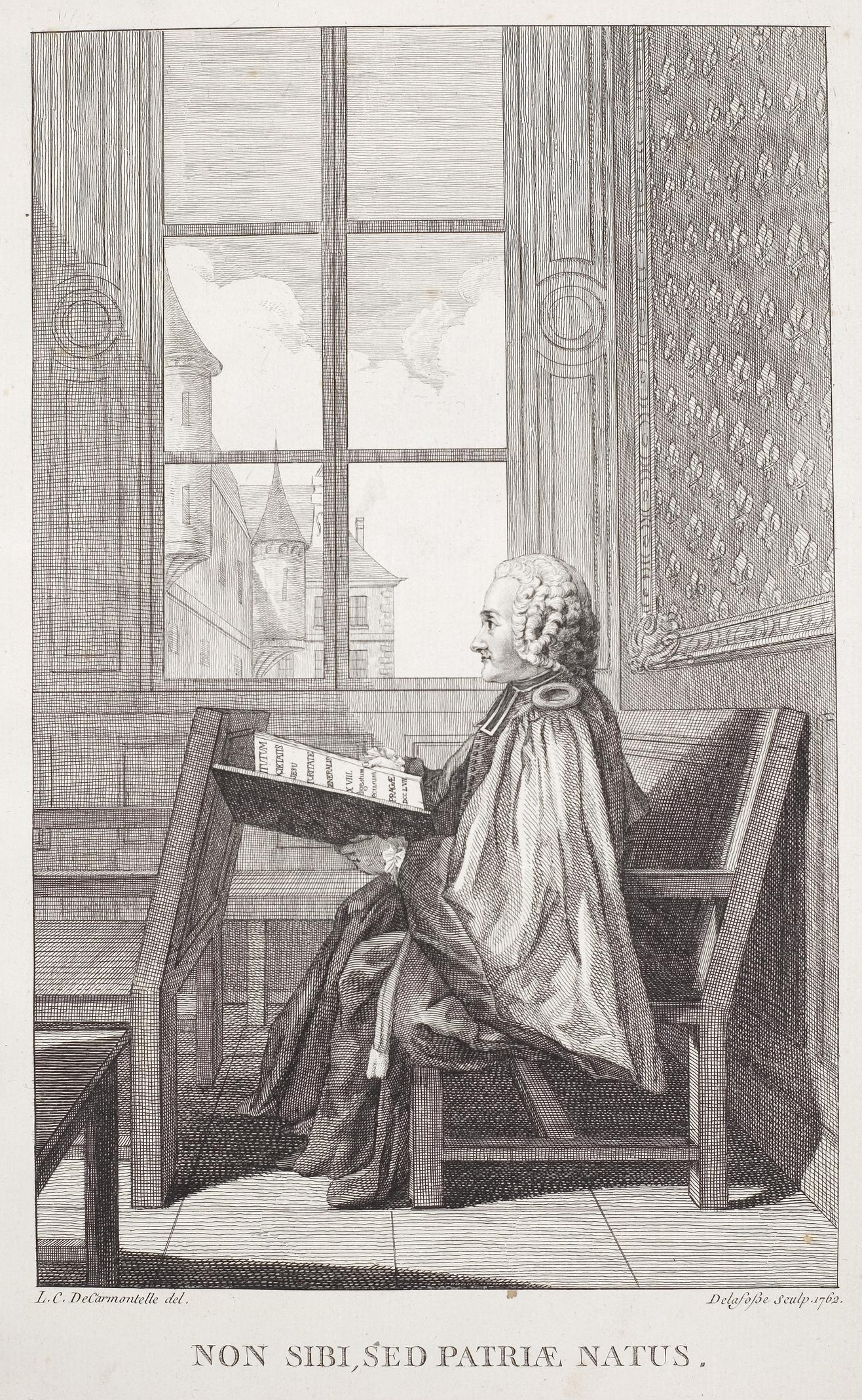
Jean-Baptiste Delafosse, Henri Philippe de Chauvelin, d'après Carmontelle

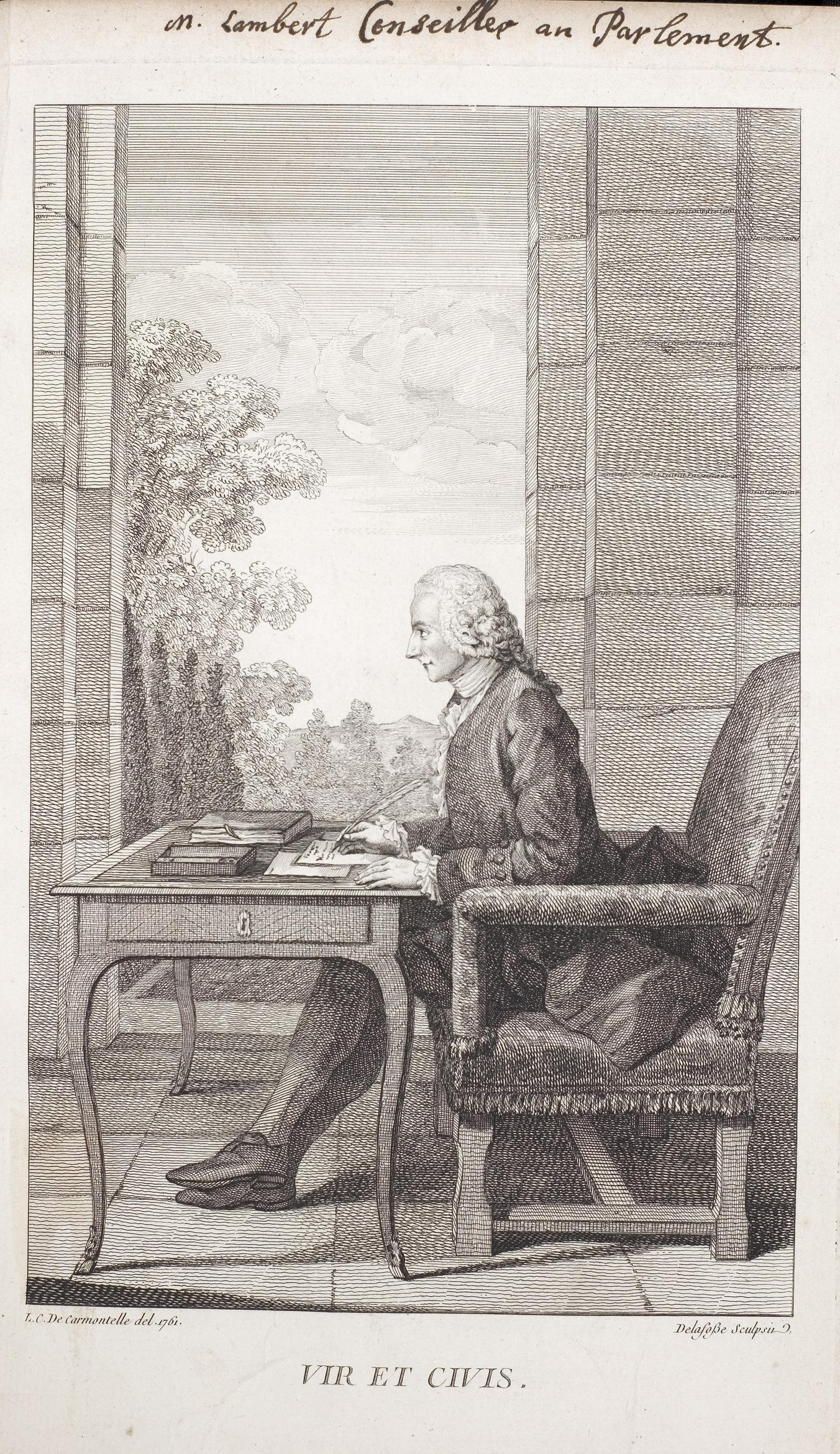
Jean-Baptiste Delafosse, Claude Guillaume Lambert, d'après Carmontelle

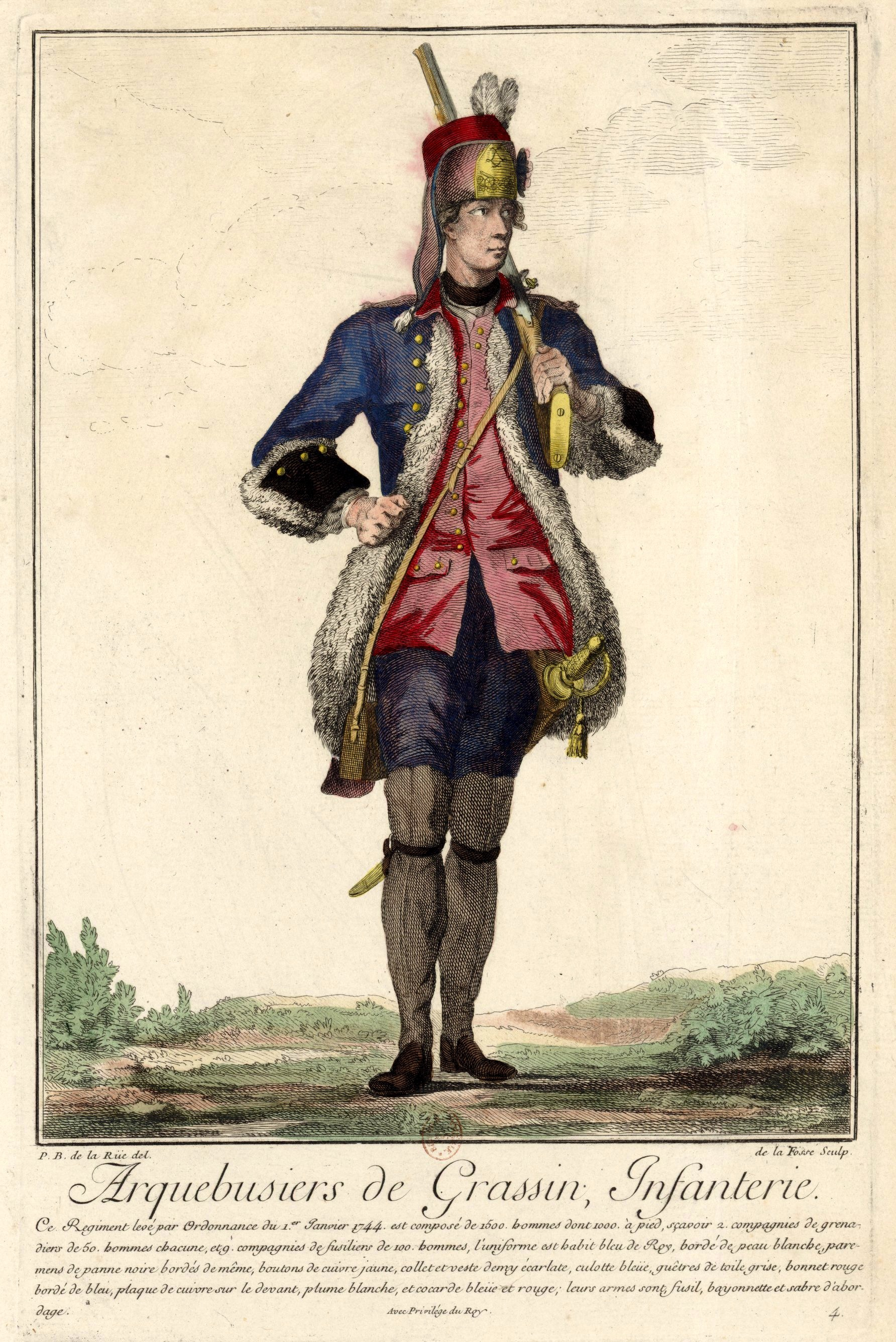
Jean-Baptiste Delafosse, Arquebusiers de Grassin, infanterie, d'après Philibert-Benoît de La Rue

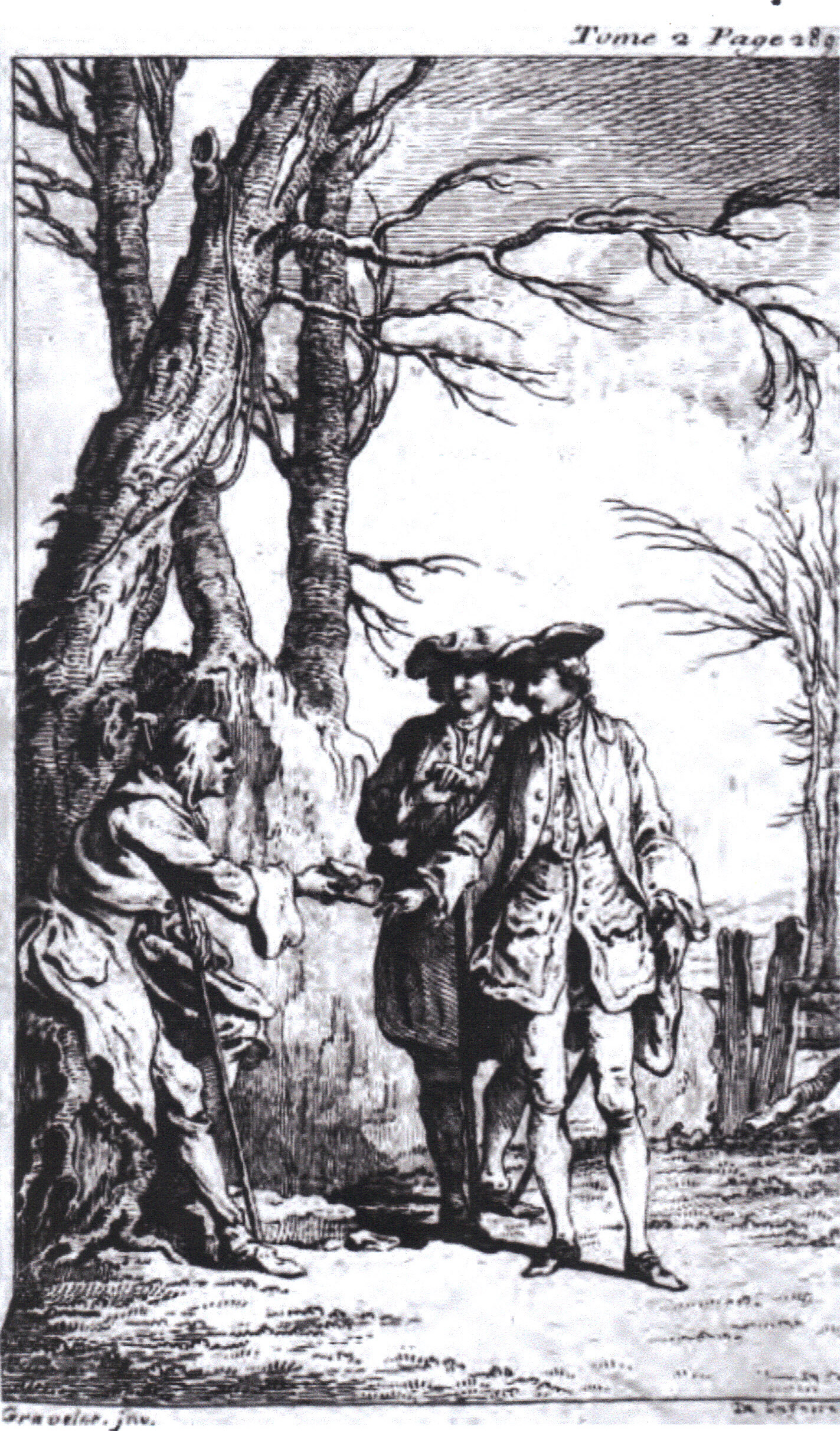
Jean-Baptiste Delafosse, Histoire de Tom Jones, enfant trouvé d'après Hubert-François Gravelot

- François-Marie Blondel, Fêtes données par la ville de Paris à l'occasion du mariage de Monseigneur le Dauphin, les 23 et 26 février 1745, frontispice gravé par Jean-Baptiste Delafosse d'après Charles Eisen, Paris, 1745[13].
- Abbé Charles Batteux, Les beaux-arts réduits à un même principe, gravures de Jean-Baptiste Delafosse d'après Charles Eisen, chez Durand, libraire rue Saint-Jacques (imprimerie de Charles-Jean-Baptiste Delespine), 1746[14].
- Jean le Rond D'Alembert, Réflexions sur la cause générale des vents - Pièce qui a remporté le prix proposé par l'Académie royale des sciences de Berlin pour l'année 1746, gravures de Jean-Baptiste Delafosse d'après Charles Eisen, chez David l'Aîné, 1747.
- Cardinal Melchior de Polignac, L'Anti-Lucrèce, poème sur la religion naturelle, 10 bandeaux et 5 culs-de-lampe par Pierre-François Tardieu et Jean-Baptiste Delafosse, Desaint et Saillant, Paris, 1749[15].
- Étienne Pavillon, Œuvres, gravures de Jean-Baptiste Delafosse d'après Charles Eisen, chez Charles-Hugues Le Fèvre de Saint-Marc, 1750.
- Charles Pinot Duclos, Considérations sur les mœurs de ce siècle, frontispice gravé par Jean-Baptiste Delafosse d'après Hubert-François Gravelot, vignette de titre et bandeau gravé par Jean Massard, chez Prault et fils, Paris, 1751 (réédité en 1764).
- Érasme, L'éloge de la Folie, traduit du latin d'Érasme par Nicolas Gueudeville, édition revue et corrigée sur le texte de l'édition de Bâle, ornée de nouvelles figures, avec des notes, figures gravées d'après Charles Eisen par Pierre-François Tardieu, Jacques-Nicolas Tardieu, Noël Le Mire, Jean-Baptiste Delafosse, Louis Legrand, Jean-Jacques Flipart, Jacques Aliamet et Jacques-Jean Pasquier, chez Jean-Augustin Grangé, Jacques-François Mérigot, Charles II Robustel et Jean-Noël Le Loup, 1751.
- Henry Fielding, Histoire de Tom Jones, enfant trouvé, gravures de Pierre-Alexandre Aveline, Jean-Baptiste Delafosse, Étienne Fessard, Jacques-Jean Pasquier d'après Hubert-François Gravelot, chez Jacques Rolin, 1751.
- Samuel Richardson, Lettres anglaises, ou histoire de Miss Clarisse Harlowe, gravures de Jean-Baptiste Delafosse d'après Charles Eisen, Nourse, libraire à Londres, 1751.
- Abbé J.-F. de La Baume-Desdossat, La Christiade ou le Paradis reconquis, pour servir de suite au Paradis perdu de Milton, gravures de Jean-Baptiste Delafosse et Noël Le Mire d'après Charles Eisen, chez Vase, Bruxelles, 1753.
- Abbé Charles Batteux, Cours de belles lettres ou principes de la littérature, gravures de Jean-Baptiste Delafosse d'après Charles Eisen, Eisen, Desaint et Saillant-Durand, 1753.
- Joseph-Louis Vincens de Mauléon de Causans, Éclaircissements sur le péché originel, gravure de Jean-Baptiste Delafosse d'après Hubert-François Gravelot, C. Marteau, Cologne, 1755.
- Jean de La Fontaine, Contes et nouvelles en vers, gravures de Joseph de Longueil, Noël Le Mire, Jean-Jacques Le Veau, Jacques Aliamet, Jean-Baptiste Delafosse, Jean-Charles Baquoy, Jean-Jacques Flipart, Louis-Simon Lempereur, Jean Ouvrier, Étienne Ficquet, chez Joseph-Gérard Barbou, 1762[16].
- William Walsh, L'hôpital des fous, gravures de Jean-Baptiste Delafosse d'après Charles Eisen, imprimerie de Sébastien Jorry, Paris, 1765.
- Étienne-Claude Marivetz, Physique du monde, dédiée au Roi, 6 volumes, François-Augustin Quillau imprimeur, 1780-1786.
- Didier Robert de Vaugondy, Atlas d'étude - Introduction à la géographie : cartes des diverses positions de la sphère, des systèmes de l'univers, des planètes, des éclipses, cartes gravées par Jean-Baptiste Delafosse, chez C.-F. Delamarche, géographe à Paris, 1791[17].

### Cartographie
- Jean-Baptiste Bourguignon d'Anville, Première partie de la carte d'Asie contenant la Turquie, l'Arabie, la Perse, l'Inde en deçà du Gange et de la Tartarie, ce qui est limitrophe de la Perse et de l'Inde, co-gravée avec Guillaume-Nicolas Delahaye, 1751[18].
- Jean-Baptiste Delafosse, Mappemonde ou description du globe terrestre, assujettie aux observations astronomiques par le Sieur Delafosse, géographe, avec Privilège du Roi, 1779.
- Jean-Baptiste Delafosse, Carte des provinces d'Anjou et de Touraine dressée suivant les nouvelles observations de MM. de l'Académie royale des sciences, 1780.
- Jean-Baptiste Delafosse, Carte d'Italie divisée en ses différents états, dressée sur les mémoires les plus récents, 1780.

### Édition
- Jean-Claude Richard de Saint-Non, Voyage pittoresque ou description des royaumes de Naples et de Sicile, cinq volumes, chez Jean-Baptiste Delafosse, 1780-1786[6].

## Élèves en gravure
- Jean-Claude Richard de Saint-Non.

## Expositions
- Mozart, une passion française, opéra Garnier, juin-septembre 2017.
- We set the tone - Pictures of music from Mantegna to Matisse, Cabinet d'arts graphiques de Munich, juillet-novembre 2017.

## Musées et collections publiques

### France
- Bibliothèque Clermont Université, Clermont-Ferrand, Réflexions sur la cause générale des vents, D'Alembert, 1747.
- Bibliothèque municipale de Lyon, L'Éloge de la Folie, traduit du latin d'Érasme.
- Bibliothèque de l'Arsenal, Paris, L'Éloge de la Folie, traduit du latin d'Érasme.
- Bibliothèque interuniversitaire de santé, Paris, Réflexions sur la cause générale des vents, D'Alembert, 1747 ; L'Éloge de la Folie, traduit du latin d'Érasme.
- Bibliothèque Mazarine, Paris, L'Éloge de la Folie, traduit du latin d'Érasme.
- Bibliothèque nationale de France, Paris.
- Institut national d'histoire de l'art, Paris, Fêtes données par la ville de Paris à l'occasion du mariage de Monseigneur le Dauphin, 1745[13].
- Musée Carnavalet, Paris, La malheureuse famille Calas[19], Jean-Baptiste Brizard, pensionnaire du Roi[20].
- Muséum national d'histoire naturelle, Réflexions sur la cause générale des vents, D'Alembert, 1747 ;Physique du monde, dédié au Roi d'Étienne-Claude Marivetz, 1780-1786.
- Observatoire de Paris, Réflexions sur la cause générale des vents, D'Alembert, 1747.
- Archives nationales, Pierrefitte-sur-Seine, département des cartes, plans et dessins d'architecture.
- Musée des beaux-arts de Rennes, La malheureuse famille Calas, d'après Carmontelle.
- Bibliothèque nationale et universitaire, Strasbourg, L'éloge de la Folie, traduit du latin d'Érasme
- Université Bordeaux-I, Talence, Réflexions sur la cause générale des vents, D'Alembert, 1747.

### Allemagne
- Veste Coburg, Cobourg, Jean Boussard, haleur du port de Dieppe, surnommé le brave homme, gravure par Jean-Baptiste Delafosse[21].
- Musée LWL d'art et de culture (de), Münster, Henri Philippe de Chauvelin, d'après Carmontale[22].

### Irlande
- Université nationale d'Irlande, Maynooth, L'éloge de la Folie, traduit du latin d'Érasme.

### Pays-Bas
- Rijksmuseum, Amsterdam, La malheureuse famille Calas, d'après Carmontelle.

### Royaume-Uni
- British Museum, Londres, Jean-Baptiste Brizard, pensionnaire du Roi, d'après Carmontelle[9].
- Royal College of Music Museum, La famille Mozart, d'après Carmontelle.
- Victoria and Albert Museum, Londres, La malheureuse famille Calas, d'après Carmontelle.

### Suisse
- Bibliothèque de l'Université (de) de Berne, Carte des Provinces-Unies connues sous le nom de Hollande, dressée sur les nouvelles observations ordonnées par les états généraux (éditée par Louis-Joseph Mondhare, 1779), Carte de l'évêché de Liège et du comté de Namur (éditée par Louis-Joseph Mondhare, 1782).

### États-Unis
- Musée des beaux-arts de Boston, Jeune écolier, pastel ; L'Anti-Lucrèce de Melchior de Polignac, 1749[15] ; Contes et nouvelles en vers de Jean de La Fontaine, 1762[16].
- Fogg Art Museum, Cambridge (Massachusetts), La malheureuse famille Calas[23].
- Getty Research Institute, Los Angeles, Les beaux-arts réduits à un même principe de l'abbé Charles Batteux, 1746.
- Metropolitan Museum of Art, New York, Louis-Philippe, duc d'Orléans, d'après Carmontelle[8].
- Bibliothèque du Congrès, Washington, Atlas d'étude de Didier Robert de Vaugondy[17].
- National Gallery of Art, Washington, gravures d'après Carmontelle[10].
- Clark Art Institute, Williamstown (Massachusetts), La famille Mozart, d'après Carmontelle[11].